# Kúnie
Kúnie (en rus: Кунье) és un poble de l'óblast de Kursk, a Rússia, que en el cens del 2010 tenia 159 habitants. Pertany al districte rural de Gorxétxnoie.